# Guy Le Guen de Kerangal
Guy-Gabriel-François-Marie Le Guen de Kerangal, né le 27 mars 1746 à Landivisiau où il meurt le 16 avril 1817 , est un homme politique français.

## Biographie
Guy Le Guen de Kerangal naît le 27 mars 1746 à Landivisiau. Il est le fils de Guy Le Guen, seigneur de Kerneïzon, et d'Anne de Kerangal. Marchand de toile et négociant en vins à Landivisiau, Guy Le Guen ajouta à son nom celui de sa mère pour se distinguer d'autres Le Guen, et peut-être aussi pour se donner une vague apparence de noblesse.
Il est député à la session des États de Bretagne du 14 février 1789. Il est élu député par la sénéchaussée de Lesneven aux États généraux. Il ne paraît qu'une seule fois à la tribune de l'Assemblée, et son discours (dont on ignore s'il en a été le seul auteur) suffit pour transmettre son nom à la postérité. La Biographie bretonne dit que Le Guen, dans la nuit du 4 août 1789, reproche à l'Assemblée de ne pas avoir prévenu l'incendie des châteaux en détruisant elle-même les titres de servitude, et demande, le premier, l'abolition immédiate des titres féodaux. « Montant à la tribune dans son costume breton, [il] prit corps à corps les privilèges, avec sa rude éloquence, et déchaîna l'enthousiasme des renonciations féodales ».
Mais d'après les procès-verbaux de la séance, le vicomte de Noailles se présente le premier à la tribune pour indiquer l'abandon des privilèges suivi par le duc d'Aiguillon, Le Guen de Kerangal prenant la parole après eux. Son discours, très applaudi, décide des sacrifices consentis dans cette séance : « Soyons justes, Messieurs, s'écria-t-il ; qu'on nous apporte ici les titres qui outragent non seulement la pudeur mais l'humanité même. Qu'on nous apporte ces titres qui humilient l'espèce humaine, en exigeant que les hommes soient attelés à une charrette comme les animaux du labourage. Qu'on nous apporte ces titres qui obligent les hommes à passer les nuits à battre les étangs pour empêcher les grenouilles de troubler le sommeil de leurs voluptueux seigneurs. Qui de nous, Messieurs, dans ce siècle de lumières, ne ferait pas un bûcher expiatoire de ces infâmes parchemins, et ne porterait pas le flambeau pour en faire un sacrifice sur l'autel du bien public ? ».
Le Guen de Kerangal continue à siéger à l'Assemblée constituante de 1789, où il se fait plus discret, se concentrant sur les transformations politiques et sociales de sa région natale, plaidant notamment pour le choix de Landivisiau comme chef-lieu de canton. À la fin du mandat de cette assemblée, il quitte ses fonctions de député comme l'ensemble de ses collègues. Il repart en Bretagne, où il est élu le 13 novembre 1791 maire de Landivisiau, mais refuse le poste. Incarcéré une première fois en avril, il est arrêté le 1er décembre 1793 par le juge de paix Heriez, alors qu'il exerce les fonctions de procureur-syndic du district de Landivisiau ; on lui reproche une certaine froideur envers le régime. Il reste en prison pendant presque une année, et est élargi, sur l'ordre du comité de sûreté générale, le 29 brumaire an III, soit le 18 novembre 1794. Il reprend ensuite son commerce de vins et de toiles à Landivisiau où il meurt le 16 avril 1817.